# Ak Bars Arena
Ak Bars Arena, anteriormente conhecida como Arena Cazã, é o estádio de futebol da cidade de Cazã, na Rússia. É de propriedade do Rubin Kazan, o principal time de futebol da região. Foi o palco das cerimônias de abertura e encerramento da Universíada de Verão de 2013. Foi uma das sedes da Copa das Confederações FIFA de 2017 e da Copa do Mundo FIFA de 2018.

## História
Começou a ser construída no ano de 2010 e foi inaugurado no ano de 2013. O estádio tem capacidade para aproximadamente 45 000 pessoas e esta localizado na parte leste da cidade de Cazã, as margens do rio Kazanka, no sudeste da Rússia. Possui arquibancada vermelha e iluminação branca quando os jogos acontecem a noite.

## Copa das Confederações FIFA de 2017
| Data        | Hora  | 1ª equipe | Placar      | 2ª equipe | Fase       | Público |
| ----------- | ----- | --------- | ----------- | --------- | ---------- | ------- |
| 18 de junho | 18:00 | Portugal  | 2–2         | México    | Grupo A    | 34 372  |
| 22 de junho | 21:00 | Alemanha  | 1–1         | Chile     | Grupo B    | 38 222  |
| 24 de junho | 18:00 | México    | 2–1         | Rússia    | Grupo A    | 41 585  |
| 28 de junho | 21:00 | Portugal  | 0–0 (0–3 p) | Chile     | Semifinais | 40 855  |

## Copa do Mundo FIFA de 2018
| Data        | Hora  | 1ª equipe     | Placar | 2ª equipe | Fase             | Público |
| ----------- | ----- | ------------- | ------ | --------- | ---------------- | ------- |
| 16 de junho | 13:00 | França        | 2–1    | Austrália | Grupo C          | 41 279  |
| 20 de junho | 21:00 | Irã           | 0–1    | Espanha   | Grupo B          | 42 718  |
| 24 de junho | 21:00 | Polónia       | 0–3    | Colômbia  | Grupo H          | 42 873  |
| 27 de junho | 17:00 | Coreia do Sul | 2–0    | Alemanha  | Grupo F          | 41 835  |
| 30 de junho | 17:00 | França        | 4–3    | Argentina | Oitavas de final | 42 873  |
| 6 de julho  | 21:00 | Brasil        | 1–2    | Bélgica   | Quartas de final | 42 873  |